# Treno rinnovatore

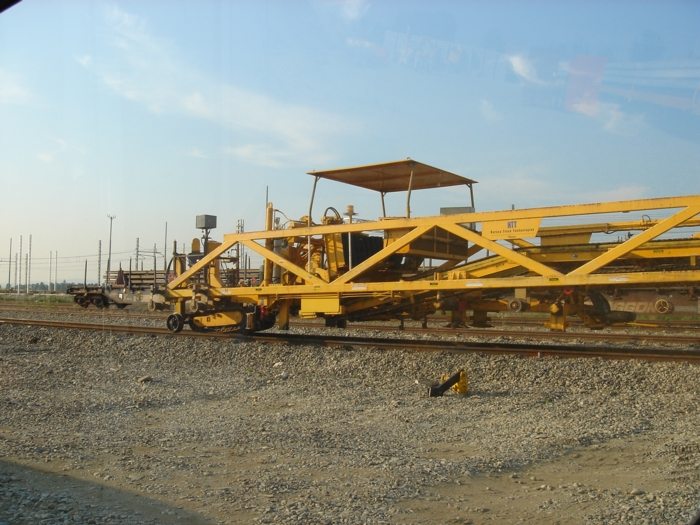
Treno rinnovatore nel cantiere TAV Bologna-Milano

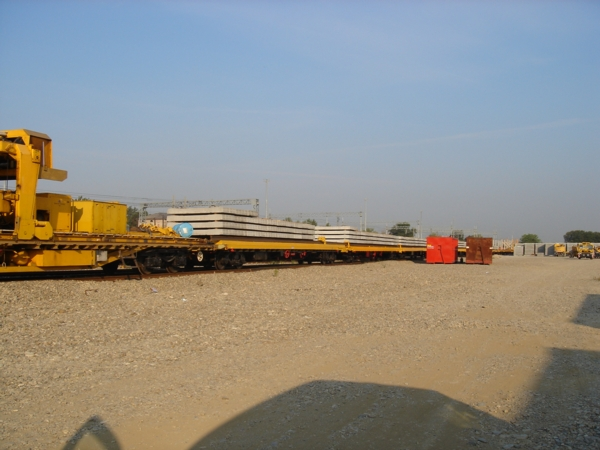
Carri con le traverse nuove.

Il treno rinnovatore è l'insieme di più macchine ferroviarie suddiviso in 2 lavori specifici: Rinnovamento e riarmamento, ed è progettato per la realizzazione di nuove linee e il rinnovamento di altre già esistenti.

## Funzione
Il suo lavoro è concentrato sull'operazione definita cambio-ferro ossia la sostituzione delle rotaie usurate e vecchie con rotaie nuove, e il cambio-traverse cioè la sostituzione delle traverse logore con traverse nuove in cemento.
Questa procedura è del tutto automatica e, una volta predisposta, la macchina esegue il lavoro sotto il costante occhio dell'uomo, che si assicura che il tutto venga portato a termine nei parametri indicati da progetto. Questa macchina ha la potenzialità di realizzare linee ferroviarie partendo dal niente, facendo compiere un enorme salto di qualità nella tecnologia e nel progresso dell'uomo, costretto fino al secolo scorso a realizzare le linee ferroviarie a mano, come si vede in molti film del genere western.

## Composizione
Il treno rinnovatore è un convoglio che, durante l'utilizzo nel cantiere di costruzione della linea, raggiunge una lunghezza di 500 metri composto dalla testa in questo ordine:
- un locomotore;
- 10 carri trasportatori di traverse nuove (a seconda dei modelli ogni carro è lungo circa 15 metri e trasporta circa 240 traverse l'uno). Su questi carri scorre il "Portale" che ha la funzione di trasbordare le nuove traverse su un nastro trasportatore e prelevare le oramai vecchie traverse e posizionarle sul carro più distante;
- treno rinnovatore (è il nucleo centrale che realizza l'opera di costruzione) il quale compito è posizionare in maniera quasi millimetrica le nuove traverse a terra;
- pandolatrice (è una macchina specializzata nell'avvicinamento e posizionamento delle nuove rotaie alle traverse mediante i pandrol, una sorta di molla, che rappresenta la nuova giunzione a discapito dei chiavardini ormai obsoleti);
- per finire i carri gruette. Sono carri pianale e stanti con, al centro di essi, gru idrauliche. Questi hanno il compito di prelevare da terra tutto il materiale in eccesso dopo i lavori come rotaie, bulloni e piastre;
- a seguito del treno rinnovatore si trovano le Profilatrici, leggere e pesanti, le rincalzatrici leggere o pesanti;
- saldatore. È una macchina, o veicolo strada/rotaia come ad esempio l'APT 1500 RL casa Plasser&Theurer adatti alle saldature delle rotaie (elettro-alluminio).

Durante la realizzazione di linee nuove, come ad esempio nei cantieri TAV, vengono inseriti anche i carri trasportatori di rotaie chiamati "cinquine".

## Sistema di lavorazione
Il rinnovamento del binario parte con una procedura di eliminazione dei bulloni e piastre che servono a tenere ben saldi le rotaie alle traverse: operai specializzati mediante piccole macchine portatili detti Incavigliatori agiscono dunque sui bulloni (detti chiavardini) svitandoli. Successivamente viene effettuato il taglio delle due rotaie mediante sega elettrica; a questo punto il treno rinnovatore può entrare in funzione avendo davanti a sé un binario libero da vincoli e aperto: il treno afferra con i bracci idraulici le traverse vecchie conducendole al nastro trasportatore; avanzando in modo del tutto in automatico scarica a terra le nuove traverse. Man mano che il convoglio avanza, lateralmente vengono spinti verso l'interno le nuove rotaie e spostate all'esterno le vecchie rotaie.